# ناصر بن جميل
الشريف ناصر بن جميل بن ناصر بن علي بن محمد بن عبد المعين بن عون (7 أغسطس 1927 - 23 مارس 1979) هو خال ملك الأردن الراحل الحسين بن طلال وحفيد الشريف ناصر بن علي، أحد قادة الثورة العربية الكبرى. كان عضوا في مجلس الأعيان الأردني من سنة 1974 إلى 1979.
يعتبر الشريف ناصر بن جميل، صاحب حضور لافت في الأحداث التي شهدها الأردن الحديث خاصة منذ أربعينيات القرن الماضي، فقد ساهم في بناء الأردن وخدمة قيادته بكل أمانة وإخلاص، وهو من بناة الجيش الأردني، ومن رواد الحركة الرياضية الأردنية، وكانت له إسهامات في عدد من المؤسسات والميادين، كما كان متواضعاً، يتصف بالنبل ومكارم الأخلاق، مقرب من الضباط والجنود، وقريب من الناس البسطاء.

## حياته

### طفولته وتعليمه
ولد الشريف ناصر بن جميل في السابع من أغسطس عام 1927 في مدينة عمان، التحق بمدرسة الفرير في القدس حيث درس فيها المرحلة الابتدائية، ثم انتقل إلى بغداد ، حيث التحق هناك بالمدارس الأعظمية، ودرس فيها المرحلة الثانوية، وكانت بغداد من الحواضر العربية الناشطة في مختلف الميادين السياسية والثقافية والاجتماعية، وقد أخذ الشريف ناصر بن جميل الكثير من هذه المصادر الثقافية. عندما أنهى دراسته في بغداد، سافر إلى بريطانيا والتحق بكلية ساند هيرست العسكرية، وكان طالباً مجتهداً، وتلميذاً عسكرياً ذكياً.

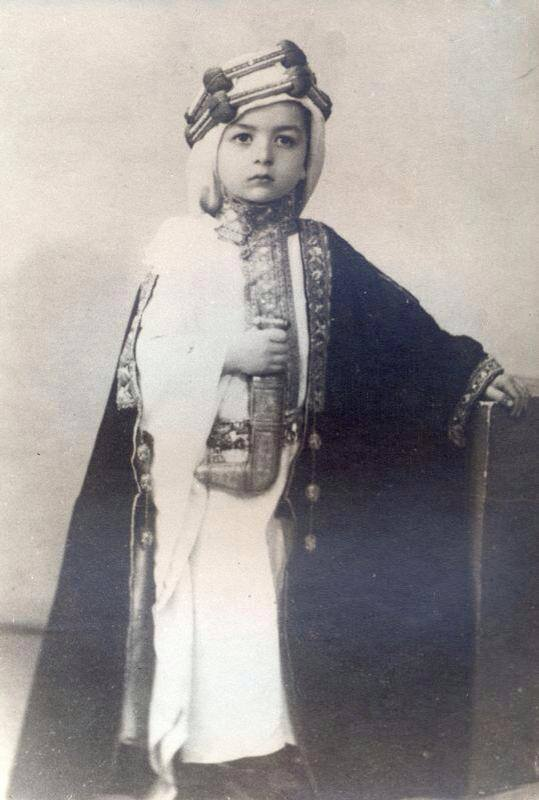
ناصر بن جميل عام 1931

### الخدمة العسكرية
بعد التخرج عاد إلى الأردن، والتحق بالجيش العربي – القوات المسلحة الأردنية – عام 1951 برتبة ملازم، تنقل بين قطاعات الجيش المختلفة، وتميز بسرعة تلقيه الخبرات العسكرية، وبعمله المتواصل على نقل معارفه إلى زملائه الجنود والضباط، مما قربه من الجميع.
تولّى عدداً من المناصب والمهام في الجيش العربي والحرس الملكي، عُيّن بمنصب نائب قائد الجيش الأردني، ثم أصبح قائداً للجيش الأردني عام 1969، وكانت له بصماته الخاصة على القوات المسلحة الأردنية، التي عمل على تطويرها، والمساهمة في تحديث قطاعاتها. حيث كان قد تسلم هذا المنصب في فترة صعبة من مراحل الصراع العربي الإسرائيلي، والتي شهدت ضغوطاً إقليمية ودولية على الأردن.

### النشاطات الرياضية
أولى الشريف ناصر بن جميل الحركة الرياضية الأردنية عناية خاصة، فعندما كان وزيراً للداخلية أصدر قراراً بالموافقة على ترخيص نادي الحسين إربد، كما شارك في تأسيس نادي البولو، الذي كان له إنجازات إقليمية وعالمية، ونظراً لجهوده الملحوظة في مجال دعم الرياضة والشباب، تم تعيينه رئيساً للجنة الأولمبية الأردنية، فساهم بشكل واسع في تنشيط الرياضة، ودعم الفرق الرياضية والمنتخبات الوطنية الأولمبية من أجل تمكينها من التقدم وتحقيق المنجزات عربياً وعالمياً، فخطت الرياضة خطوات واسعة في مختلف الميادين.

كما تسلم رئاسة النادي الفيصلي، وتمكن من تحقيق نقلة نوعية في مسيرة النادي، وأعاده للإنجازات بعد غياب عن التتويج دام خمسة عشر عاماً، حيث سيطر النادي على لقب الدوري الأردني خلال الفترة 1959 – 1974، فكان بهذا الرقم القياسي الثالث بين أندية العالم، وقد حقق النادي في عهده إنجازات عربية مهمة، فتعادل 1/1 مع الزمالك بطل مصر في عمان عام 1969. وبقي رئيساً للنادي الفيصلي حتى أسندت إليه مهمة قيادة الجيش الأردني.

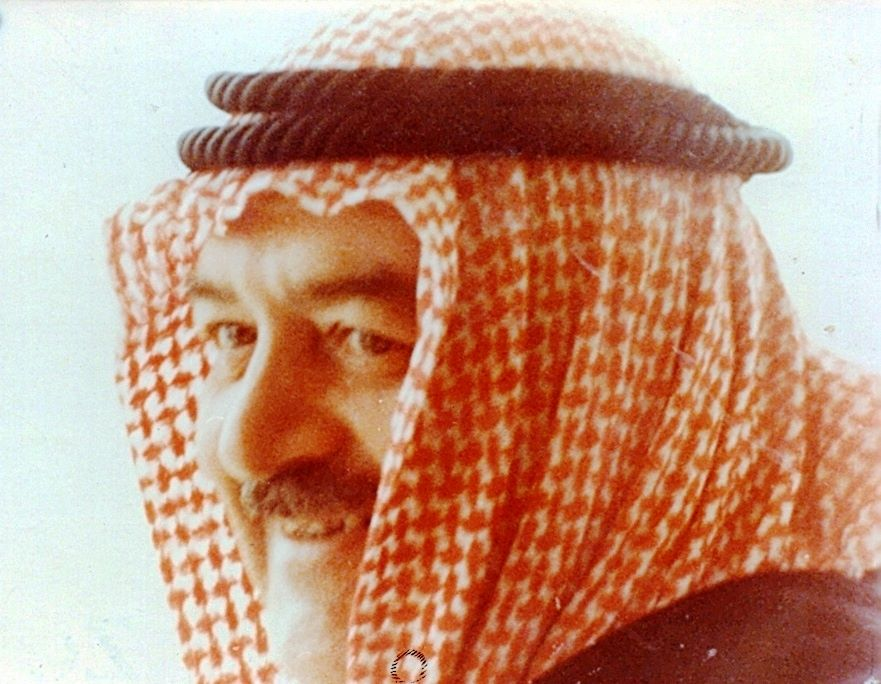
صورة شخصية - ناصر بن جميل

## حياته الشخصية

### نسبه
يعود نسب الشريف ناصر بن جميل إلى آل البيت ، فهو ناصر بن جميل بن ناصر بن علي بن محمد بن عبد المعين بن عون، ويمتد نسبه إلى الحسن بن علي بن أبي طالب.

### أسرته
هو شقيق الملكة زين الشرف بنت جميل زوجة الملك طلال ووالدة الملك حسين، وشقيق الشريفة نافعة بنت جميل.
والده الشريف جميل بن ناصر بن علي.
وهو ابن أخ الملكة مصباح بنت ناصر زوجة الملك عبد الله الأول ووالدة الملك طلال الأول، وهو ابن أخ الملكة حزيمة بنت ناصر زوجة الملك فيصل الأول ووالدة الملك غازي الأول.
ووالدته هي وجدان هانم بنت شاكر باشا القبرصي والي مقاطعة أزمير، أما شاكر باشا فكان شقيق الصدر الأعظم كميل باشا وشقيق صادق باشا قائد الأسطول البحري العثماني.

### زوجاته وأبناؤه
تزوج من ابنة عمه الشريفة فاطمة بنت راكان بن ناصر بن علي بن محمد بن عبد المعين بن عون سنة 1951 وأنجب منها : جميل، زين الشرف، نور، راجحة، حسين. كما تزوج من هند منكو وأنجب منها: نوفة ، زينب، ناصر.

## الأوسمة
- وسام النهضة المرصع الأردني[1]
- الوشاح الأكبر من وسام الأرز اللبناني
- وسام التاج الأيراني
- وسام الجمهورية التونسية
- وسام جلالة ملك ماليزيا حامي الديار
- وسام الأستحقاق السوري

## وفاته
توفي في عمان بتاريخ 23 مارس 1979 و دُفن في المقبرة الملكية.